# Gladys West
Gladys West (Sutherland, Virginia, 1930. október 27. –) amerikai matematikusnő, aki jelentősen hozzájárult a Föld formájának matematikai lemodellezéséhez, ezzel elévülhetetlen érdemeket szerezve a műholdas helymeghatározás modelljének megalkotásában, amit ma a GPS-ekben használunk. Munkásságát az amerikai légierő űrparancsnoksága 2018-ban az egyik legmagasabb kitüntetéssel ismerte el: felvették a nagy presztízsű Hírességek Csarnokába a Pentagonban.

## Élete
West Gladys Mae Brown néven farmercsaládba született a Virginia állambeli Sutherlandben. Apja a földeken és a helyi vasútnál dolgozott, anyja pedig dohánygyári munkás volt. West már gyerekként tudta, hogy nem akar a szülei nyomdokaiba lépni, és a kitörés egyetlen lehetősége számára a tanulás. Ezért komolyan vette tanulmányait, és iskolája legjobb tanulójaként felvételt is nyert a helyi Virginia Állami Egyetemre. Ösztöndíjasként matematikai tanulmányokat folytatott.
A Virginia Egyetemen akkoriban csupán néhány diáklány tanult matematikát rajta kívül, akik mindannyian a tanári pályára léptek. West is eltöltött néhány évet a katedrán, majd úgy döntött, másban is kipróbálja magát. Így került a haditengerészet bázisára Dahlgrenbe, ahol későbbi férjét is megismerte. Ira West a bázison dolgozó mindössze két másik fekete bőrű férfi munkatárs egyike volt, összesen 3 gyermekük született.
Gladys West munkája saját bevallása szerint masszív problémamegoldásból állt: feladata a műholdak által összegyűjtött adatok feldolgozása volt, majd ez alapján a pontos helymeghatározás. Ez a szekrénnyi méretű számítógépek korában zajlott, amelyek 10-ből 9-szer valamilyen hibát vétettek a számításban. Ilyenkor a számításokat felügyelő csapat rendre összegyűlt, és kisilabizálta, hol csúszhatott hiba a számításba.
Westet 1979-ben osztályvezetővé léptették elő, és nyugdíjazásáig a műholdas helymeghatározáson dolgozott. Nyugdíjasként doktori fokozatot szerzett.

## Fordítás
- Ez a szócikk részben vagy egészben  a   Gladys West című angol Wikipédia-szócikk ezen változatának fordításán alapul.  Az eredeti cikk szerkesztőit annak laptörténete sorolja fel. Ez a jelzés csupán a megfogalmazás eredetét és a szerzői jogokat jelzi, nem szolgál a cikkben szereplő információk forrásmegjelöléseként.